# 華斯股份
華斯控股有限公司 （深交所：2494）是一家中國大陸的皮草企業，主要從事动物毛皮加工，特色小镇投資，裘皮服装等業務。企業創辦人兼董事長為全國人大代表贺国英。